# Britt Udink
Britt Udink (Roden, 16 oktober 2002) is een voetbalspeelster uit Nederland. Ze speelt voor sc Heerenveen in de Vrouwen Eredivisie.

## Clubcarrière
Udink speelde in haar jeugdjaren voor VV Roden. Vervolgens kwam ze twee jaar uit in de jeugdopleiding van sc Heerenveen. Op 21 juni 2021 tekende Udink een contract bij Excelsior Rotterdam. Op 27 augustus 2021 maakte ze haar debuut in de Vrouwen Eredivisie voor Excelsior in de openingswedstrijd van het seizoen 2021/22 tegen Ajax. In een thuiswedstrijd tegen VV Alkmaar op 5 februari 2022 maakte Udink haar eerste doelpunt in de Vrouwen Eredivisie.
Na twee seizoenen in Rotterdam maakte ze de overstap naar PEC Zwolle. In een uitwedstrijd tegen Fortuna Sittard op 8 september 2023 maakte Udink haar debuut voor de Zwollenaren door in de 72ste minuut in te vallen voor Evi Maatman.
Udink keerde na een seizoen in Zwolle terug bij sc Heerenveen waarvoor ze al eerder uitkwam in de jeugdopleiding. Udink tekende een verbintenis tot medio 2025 in Friesland. Op 17 november 2024 dacht Udink haar eerste doelpunt voor sc Heerenveen te maken in een wedstrijd tegen Telstar, maar precies op het moment dat ze keepster Kelly Steen wist te passeren, floot scheidsrechter Manon Plandsoen voor het einde van de wedstrijd. Het moment zorgde voor de nodige discussies na afloop van de wedstrijd.
Udink verlengde op 17 juni 2025 haar contract bij de Friese club met een jaar.

## Carrièrestatistieken
| Seizoen                     | Club                | Land            | Competitie         | Competitie | Competitie | Beker | Beker | Internationaal | Internationaal | Overig | Overig | Totaal | Totaal |
| Seizoen                     | Club                | Land            | Competitie         | Wed.       | Dlp.       | Wed.  | Dlp.  | Wed.           | Dlp.           | Wed.   | Dlp.   | Wed.   | Dlp.   |
| --------------------------- | ------------------- | --------------- | ------------------ | ---------- | ---------- | ----- | ----- | -------------- | -------------- | ------ | ------ | ------ | ------ |
| 2021/22                     | Excelsior Rotterdam | Nederland       | Vrouwen Eredivisie | 14         | 1          | 3     | 0     | –              | –              | –      | –      | 17     | 1      |
| 2022/23                     | Excelsior Rotterdam | Nederland       | Vrouwen Eredivisie | 13         | 0          | 1     | 0     | –              | –              | –      | –      | 14     | 0      |
| 2023/24                     | PEC Zwolle          | Nederland       | Vrouwen Eredivisie | 20         | 2          | 1     | 0     | –              | –              | –      | –      | 21     | 2      |
| 2024/25                     | sc Heerenveen       | Nederland       | Vrouwen Eredivisie | 17         | 1          | 2     | 0     | –              | –              | 0      | 0      | 19     | 1      |
| Carrière totaal             | Carrière totaal     | Carrière totaal | Carrière totaal    | 63         | 3          | 7     | 0     | 0              | 0              | 0      | 0      | 70     | 3      |
| Bijgewerkt tot 17 juni 2025 |                     |                 |                    |            |            |       |       |                |                |        |        |        |        |